# Chełkowo
Chełkowo – wieś w Polsce położona w województwie wielkopolskim, w powiecie kościańskim, w gminie Śmigiel.

## Historia
Wieś historycznie należała do Wielkopolski. Ma metrykę średniowieczną i jest notowana od końca XIV wieku. Po raz pierwszy wymieniona została w łacińskojęzycznym dokumencie z 1388 pod nazwą Chelkowo, 1398 Chelkow, 1400 Chelkolo, Welchowo, Chylchow, Chilcowo, Chilkowo, 1401 ambo Chelkowo, 1405 Chelcowo, 1420 Chalcowo, 1438 Chwalkowo, 1469 Chyelkowo.
Miejscowość była wsią szlachecką należącą do lokalnej szlachty wielkopolskiej z rodu Chełkowskich, którzy od nazwy wsi utworzyli swoje odmiejscowe nazwisko, a później także do Gryżyńskich, Karmińskich, Leszczyńskich. W 1451 wieś leżała w powiecie kościańskim Korony Królestwa Polskiego, a w 1563 w parafii Wonieść.
W latach 1395–1416 jako właścicielkę we wsi odnotowano Hankę Chełkowską córkę Ubyszka, żonę zmarłego Bogusława dziedzica z Wilkowa. W latach 1395–1400 była ona w sporze sądowym z Jarotą z Wilkowa o połowę folwarku w Chełkowie i Sulewku uzyskując na mocy ugody przysądowej w dożywocie majątki w Chełkowie oraz Sulewku z zastrzeżeniem, że gdy będzie miała prawych potomków, wówczas wspomniane dziedziny przejdą w ich ręce, jeśli zaś umrze bezpotomnie, Jarota winien dać jej krewnym 100 grzywien wraz ze zbożem z folwarku, bydłem oraz innymi użytkami. Kolejny proces odbył się w 1397 kiedy Katarzyna Falkenhanowa odpierała roszczenia Małgorzaty oraz Doroty Robaczyńskich do Chełkowa uzyskując od ich ojca Andrzeja Robaczyńskiego przysądzoną kwotę w wysokości 106 grzywien na obu wsiach.
W 1493 Jan Karmiński z Karmina oraz Jan Karmiński sprzedali Dobiesławowi z Kociug swoje prawo bliższości do części majątku w Chełkowie odziedziczone po zmarłym Janie Chełkowskim, a także prawa do posagu i wiana po 150 grzywien należnych im po zmarłej żonie Jana - Jadwidze. Każdy z nich otrzymał w wyniku tej transakcji po 100 złotych węgierskich. W 1494 syn zmarłego Iwana Piotr Karmiński sprzedał wspomnianemu Dobiesławowi całą część w Chełkowie należną mu prawem bliższości po jego stryju zmarłym Janie Chełkowskim oraz prawo bliższości po jego żonie Jadwidze za 100 zł węgierskich. W 1494 Dobiesław z Kociug sprzedał Andrzejowi Gryżyńskiemu całość majątku jaki miał w Chełkowie za 300 grzywien oraz 200 złotych węgierskich. W 1495 nabywca ten sprzedał kasztelanowi gnieźnieńskiemu i marszałkowi dworu królewskiego Rafałowi Leszczyńskiemu połowę wsi za 200 złotych węgierskich. W 1499 kasztelan spicymirski Łukasz Górka dał staroście lipowieckiemu Iwanowi Karmińskiemu zamek Lipowiec w województwie krakowskim oraz wsie dziedziczne Aleksandrowice i Kleszczów w pow. krakowskim, w zamian za Karmin i Chełkowo w Wielkopolsce. W 1501 kasztelan krzywiński Mikołaj Kemblan z Wszołowa w powiecie kaliskim, a także właściciel w Skoraczewie koło Kościana dochodzi przed sądem swoich praw do Karmina i Chełkowa. W latach 1504–1505 Jan Iwan Karmiński sprzedał mu Karmin, Chełkowo oraz Chełkówko za nieznaną kwotę przekazując mu należący do tych dóbr patronat nad altarią w kościele parafialnym w Wonieściu. 
Miejscowość odnotowały historyczne rejestry podatkowe. W latach 1545–1471 jako dziedzice w Chełkowie i Chełkówku odnotowano w 1545 Macieja Kemblana Karmińskiego, braci Jana i Stanisława Chełkowskich. W 1571 Stanisława brata Jana i Andrzeja synów Jana Chełkowskiego. W 1563 we wsi miał miejsce pobór podatków od zagrodnika, wiatraka zbożowego otaz jednego komornika. W 1566 pobrano podatki od 4 zagrodników oraz jednego wiatraka. W 1581 miał miejsce pobór od 4 zagrodników, jednego komornika, dwóch pługów najemnych robotników zwanych ratajami, pasterza wypasającego 40 owiec oraz wiatraka.
Po rozbiorach Polski miejscowość wraz z całą Wielkopolską znalazła się w zaborze pruskim. W okresie Wielkiego Księstwa Poznańskiego (1815-1848) miejscowość wzmiankowana jako Chełkowo (niem. Kelke) należała do wsi większych w ówczesnym pruskim powiecie Kosten rejencji poznańskiej. Chełkowo należało do okręgu śmigielskiego tego powiatu i stanowiło osobny majątek, który należał wówczas do Skarżyńskiego. Według spisu urzędowego z 1837 roku Chełkowo liczyło 116 mieszkańców, którzy zamieszkiwali 8 dymów (domostw).
Pod koniec XIX wieku Chełkowo (niem. Kelke) liczyło 125 mieszkańców i 11 domów. Przeważali katolicy (114) nad ewangelikami (11). Właścicielem wsi i domeny był Michał Skarzyński
W latach 1975–1998 miejscowość administracyjnie należała do województwa leszczyńskiego.
Przez miejscowość przebiegała nieczynna linia kolejowa Rakoniewice Wąskotorowe – Krzywiń (przystanek kolejowy Chełkowo).
W Chełkowie znajduje się zabytkowy zespół dworski z II ćwierci XIX wieku, na który składają się:
- przebudowany w XX wieku klasycystyczny dwór
- spichlerz
- oficyna
- stodoła z 1866 roku

W otaczającym go parku rosną pomnikowe drzewa.